# Lastreopsis killipii
Lastreopsis killipii är en träjonväxtart som först beskrevs av Carl Frederik Albert Christensen och Maxon, och fick sitt nu gällande namn av Tindale. Lastreopsis killipii ingår i släktet Lastreopsis och familjen Dryopteridaceae. Inga underarter finns listade.